# ناتالی لوپینو
ناتالی لوپینو (فرانسوی: Nathalie Lupino‎؛ زادهٔ ۱۳ ژوئن ۱۹۶۳) جودوکار اهل فرانسه است.
وی در مسابقات کشوری و بین‌المللی در مجموع برندهٔ ۱ مدال برنز شده‌است.